# Action chrétienne nationale
L'Action chrétienne nationale (en anglais, Action Christian National) était un parti politique du Sud-Ouest Africain/Namibie créé en 1989 dont l'objectif était de défendre puis de représenter les blancs namibiens pour les élections législatives de 1989 en prélude à l'indépendance du pays en 1990. Il a succédé à la branche locale du Parti national d'Afrique du Sud, qui venait de prononcer sa dissolution. Le parti remporta 3 sièges.
L'Action chrétienne nationale (ACN) a été présidée par Jan de Wet. L'ACN s'est dissous en 1991 pour devenir le 
Monitor Action Group, présidé par Kosie Pretorius.